# Göllnitz
Göllnitz är en kommun och ort i Landkreis Altenburger Land i förbundslandet Thüringen i Tyskland.
Kommunen ingår i förvaltningsområdet Rositz tillsammans med kommunerna Göhren, Kriebitzsch, Lödla, Mehna, Monstab, Rositz och Starkenberg.